# VS-N
Le VS-2.2, VS-3.6 e SH-55 sono 

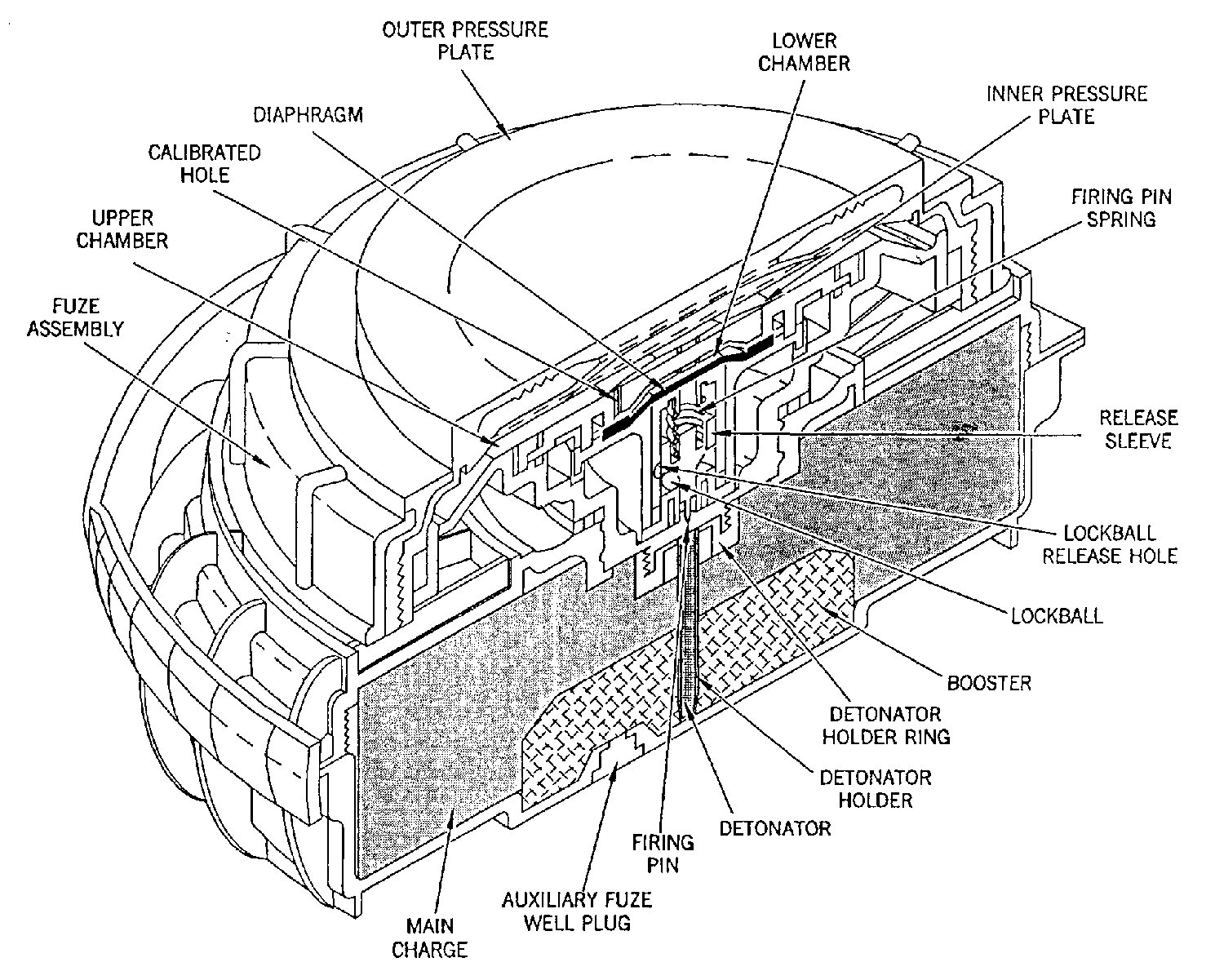
Spaccato di una VS-2.2.

mine anticarro italiane, con innesco del tipo VS-N. Presentano un involucro in plastica e sono del tipo a minimo contenuto metallico; sono resistenti agli urti.
La VS-2.2 e la VS-3.6 possono anche essere lanciate dagli elicotteri. Le mine erano prodotte dalla Valsella Meccanotecnica e a Singapore, la produzione è, ad oggi, cessata.
La VS-2.2 e la VS-3.6 sono essenzialmente la stessa cosa, la VS-3.6 ha dimensioni maggiori, la SH-55 è ancor più grande ed ha una forma più arrotondata. Una mina più piccola, la VS-1.6 usa gli stessi inneschi.

## Descrizione
Le mine sono di colore verde oliva o sabbia e di forma circolare.
La VS-2.2 e la VS-3.6 consistono in un involucro principale "a costole", contenente la carica principale ed un detonatore circolare di tipo VS-N, allocato alla sommità della carica.
La SH-55 è più grande, l'involucro non presenta il motivo "a costole" e la mina utilizza lo stesso tipo di detonatore: il VS-N.
Il detonatore VS-N è un detonatore a pressione; esercita una pressione su di un diaframma, che a sua volta agisce su di un percussore, fino a che una sfera di rilascio è spinta in una cavità. 
Gli shocks da sovrappressione sono troppo rapidi per gonfiare il diaframma, questo richiede infatti una pressione graduale, fornendo una maggior resistenza agli urti.
La carica principale della VS-2.2 è relativamente ridotta per una mina anticarro e tenderà a danneggiare i veicoli, invece di distruggerli. Nonostante ciò, le cariche delle mine VS-3.6 e SH-55 possono penetrare la corazza di veicoli blindati. 
La VS-2.2 si trova ancora in Iraq e Kuwait, la SH-55 è trovata in Afghanistan.